# تیسانادی‌فالو
تیسانادی‌فالو (به مجاری:  Tiszanagyfalu) یک منطقهٔ مسکونی در مجارستان است که در ناحیه نیردی‌هازا واقع شده‌است. تیسانادی‌فالو ۲۷٫۰۵ کیلومتر مربع مساحت و ۱٬۸۰۴ نفر جمعیت دارد.